# Kep1going On
Kep1going On es el primer álbum de estudio en coreano y el segundo álbum de estudio en general del grupo femenino surcoreano Kep1er. Fue lanzado por Wake One Entertainment el 3 de junio de 2024 y contiene diez pistas, incluido el sencillo principal «Shooting Star» y la versión coreana de sus anteriores sencillos japoneses «Grand Prix» y «Straight Line».

## Antecedentes y lanzamiento
El 13 de febrero de 2024, Wake One Entertainment lanzó una imagen de adelanto que revelaba los planes de Kep1er de lanzar un álbum en japonés y otro en coreano dentro de un mismo año. Más tarde ese mismo año, el grupo lanzó su álbum japonés titulado Kep1going el 8 de mayo de 2024.
El 13 de mayo de 2024, la casa discográfica anunció oficialmente el primer álbum de estudio coreano de Kep1er, bajo el título de Kep1going On. La lista de canciones se publicó el 16 de mayo, confirmando que el álbum contenía diez canciones, con «Shooting Star» anunciado como el sencillo principal del álbum. Los avances del vídeo musical de «Shooting Star» se lanzaron el 30 y 31 de mayo del mismo año.

## Lista de canciones
| CD / descarga digital |                                  |                                                                   | |                                                        |          |  |
| N.º                   | Título                           | Letras                                                            | Música | Arreglos                                               | Duración |  |
| 1.                    | «Last Carnival»                  | Park Woo-sang (Logos), Livy                                       | Park Woo-sang (Logos), Kurtz (Logos), Livy                                                                                  | Park Woo-sang (Logos), Kurtz (Logos)                   | 1:32     |  |
| 2.                    | «Shooting Star»                  | Kevin_D (D_answer), Im Su-ran, Lee Seu-ran, Dayeon                | Kevin_D (D_answer), Ddank (D_answer), Zamun (D_answer), Livy                                                                | Kevin_D (D_answer), Ddank (D_answer), Zamun (D_answer) | 3:03     |  |
| 3.                    | «Curious»                        | Lee Yi-jin, Mashiro                                               | Geek Boy, Paulina “PAU” Cerrilla, Kyler Niko                                                                                | Geek Boy                                               | 3:05     |  |
| 4.                    | «Flowers, Flutter, Your Heart»   | Lee Aeng-du (153/Joombas)                                         | C'SA, Saimon, RoseInPeace                                                                                                   | Saimon, RoseInPeace                                    | 3:00     |  |
| 5.                    | «Double Up!»                     | Wkly                                                              | Melange (Inhouse), Jjean, Ezit (Inhouse), Voll (Inhouse)                                                                    | Melange (Inhouse), Ezit (Inhouse), Voll (Inhouse)      | 3:11     |  |
| 6.                    | «Push Button»                    | Neung So-hwa (Inhouse)                                            | C-Young, Jjean, Andy Love, Charlotte Wilson, Isa Guerra, Ebenezer, Blue.D (D_answer)                                        | C-Young                                                | 3:18     |  |
| 7.                    | «Problem»                        | Charlie (153/Joombas)                                             | Kevin_D (D_answer), Ddank (D_answer), Zamun (D_answer), Christian Fast, Julie Yu                                            | Kevin_D (D_answer), Ddank (D_answer), Zamun (D_answer) | 3:02     |  |
| 8.                    | «Dear Diary»                     | Jinli (Full8loom), Youra (Full8loom), Ayelle, Jamie Pascal Harper | Gloray Face (Full8loom), Harry (Full8loom), Jinli (Full8loom), Youra (Full8loom), Ayelle, Jamie Pascal Harper, Hautboi Rich | Gloray Face (Full8loom), Harry (Full8loom)             | 3:06     |  |
| 9.                    | «Grand Prix» (korean version)    | Minami                                                            | Geek Boy, Caroline Gustavsson, Kyler Niko                                                                                   | Geek Boy                                               | 3:06     |  |
| 10.                   | «Straight Line» (korean version) | Ellie Love                                                        | Jung Hohyeon (E.one), Jjean, Andy Love                                                                                      | Jung Hohyeon (E.one)                                   | 2:44     |  |
| 29:12                 |                                  |                                                                   | |                                                        |          |  |

## Posicionamiento en listas
| Lista (2024)                       | Mejor posición |
| ---------------------------------- | -------------- |
| Corea del Sur (Circle Chart Album) | 5              |
| Japón (Oricon Albums)              | 13             |
| Japón (Billboard Japan Hot Albums) | 39             |

## Historial de lanzamiento
| País          | Fecha              | Formato                         | Sello                                       |
| ------------- | ------------------ | ------------------------------- | ------------------------------------------- |
| Corea del Sur | 3 de junio de 2024 | CD, descarga digital, streaming | Wake One Entertainment, Swing Entertainment |